# Sinodina
Sinodina is een geslacht van kreeftachtigen uit de klasse van de Malacostraca (hogere kreeftachtigen).

## Soorten
- Sinodina acutipoda (Liang, 1989)
- Sinodina angulata Liang, 2002
- Sinodina banna (Cai & Dai, 1999)
- Sinodina bispinosa (Liang, 1990)
- Sinodina dianica Liang & Cai, 1999
- Sinodina gregoriana (Kemp, 1923)
- Sinodina heterodactyla (Liang & Yan, 1985)
- Sinodina leptopropoda Liang, 1990
- Sinodina lijiang Liang & Cai, 1999
- Sinodina wangtai Liang & Cai, 1999
- Sinodina yongshengica Chen & Liang, 2002
- Sinodina yui (Liang & Yan, 1985)